# Alexis Deschênes
Pour les articles homonymes, voir Deschênes.
Alexis Deschênes, né en 1977 ou 1978, est un avocat, journaliste, enseignant et homme politique canadien. Il est député de la circonscription de Gaspésie—Les Îles-de-la-Madeleine—Listuguj à la Chambre des communes du Canada depuis les élections fédérales de 2025 sous la bannière du Bloc québécois.

## Biographie
Né en 1977 ou 1978 et originaire de Cascapédia–Saint-Jules, Alexis Deschênes obtient un baccalauréat en science politique de l'Université Concordia en 2004 et un baccalauréat en droit de l'Université Laval en 2012.

### Carrière professionnelle
Pendant ses études, il travaille comme journaliste à Radio-Canada, puis en 2006, il devient correspondant parlementaire à l'Assemblée nationale du Québec pour le réseau TVA.
Après ses études en droit, il commence comme avocat en 2013 au ministère de la Justice du Québec. Il s'établit en Gaspésie en 2015 où en mai, il travaille au bureau d'aide juridique de New Richmond et devient en 2016 conseiller au Barreau du Bas-St-Laurent-Gaspésie-Îles-de-la-Madeleine. En mai 2024, il est bâtonnier de ce barreau.

### Carrière politique
En février 2014, il est choisi comme candidat du Parti québécois dans la circonscription de Trois-Rivières pour les élections provinciales de 2014. Il termine deuxième derrière le libéral Jean-Denis Girard à 3 206 voix d'écart.
Il est de nouveau candidat du Parti québécois lors des élections provinciales de 2022 mais dans la circonscription de Bonaventure où il habite et travaille. Le 3 octobre, jour du scrutin, il est défait par 3 211 voix par la caquiste Catherine Blouin qui obtient 44,5 % des voix.
En février 2025, il se tourne vers la scène fédérale et annonce se porter candidat à l'investiture du Bloc québécois dans la circonscription de Gaspésie—Les Îles-de-la-Madeleine—Listuguj. Choisi candidat , il lance sa campagne électorale par une rencontre avec les travailleurs de l'industrie forestière dont les emplois sont menacés par les droits de douane mis en place par le président américain Donald Trump. Lors de l'élection du 28 avril, il défait la députée libérale sortante Diane Lebouthillier, ministre de 2015 à 2025 dans le gouvernement Trudeau, et remporte le scrutin avec 45,8 % de voix et une majorité de 4 274 voix. Il devient député à la Chambre des communes.

## Vie privée
Alexis Deschênes est en couple avec l'animatrice de télévision Pénélope Garon. Ils ont trois enfants.

## Résultats électoraux

### Résultats provinciaux
|                                                                                               | Nom                  | Parti                 | Nombre de voix | %      | Maj.  |
| --------------------------------------------------------------------------------------------- | -------------------- | --------------------- | -------------- | ------ | ----- |
|                                                                                               | Catherine Blouin     | Coalition avenir      | 9 919          | 44,5 % | 3 211 |
|                                                                                               | Alexis Deschênes     | Parti québécois       | 6 708          | 30,1 % | -     |
|                                                                                               | Catherine Cyr Wright | Québec solidaire      | 2 417          | 10,8 % | -     |
|                                                                                               | Christian Cyr        | Libéral               | 1 911          | 8,6 %  | -     |
|                                                                                               | François Therrien    | Conservateur          | 1 219          | 5,5 %  | -     |
|                                                                                               | Anne-Marie Lauzon    | L'union fait la force | 82             | 0,4 %  | -     |
|                                                                                               | Jocelyn Rioux        | Climat Québec         | 57             | 0,3 %  | -     |
| Total                                                                                         | Total                | Total                 | 22 313         | 100 %  |       |
| Le taux de participation lors de l'élection était de 62,8 % et 257 bulletins ont été rejetés. |                      |                       |                |        |       |

|                                                                                               | Nom                  | Parti            | Nombre de voix | %      | Maj.  |
| --------------------------------------------------------------------------------------------- | -------------------- | ---------------- | -------------- | ------ | ----- |
|                                                                                               | Jean-Denis Girard    | Libéral          | 11 658         | 39,2 % | 3 206 |
|                                                                                               | Alexis Deschênes     | Parti québécois  | 8 452          | 28,4 % | -     |
|                                                                                               | Diego Brunelle       | Coalition avenir | 6 634          | 22,3 % | -     |
|                                                                                               | Jean-Claude Landry   | Québec solidaire | 2 531          | 8,5 %  | -     |
|                                                                                               | Pierre-Louis Bonneau | Conservateur     | 260            | 0,9 %  | -     |
|                                                                                               | André de Repentigny  | Option nationale | 238            | 0,8 %  | -     |
| Total                                                                                         | Total                | Total            | 29 773         | 100 %  |       |
| Le taux de participation lors de l'élection était de 69,5 % et 593 bulletins ont été rejetés. |                      |                  |                |        |       |